# 15
Het jaar 15 is het vijftiende jaar in de 1e eeuw volgens de christelijke jaartelling.

## Gebeurtenissen

### Italië
- Keizer Tiberius maakt grootschalig gebruik van de Lex Maiestatis ("de Wet op de grootsheid"). Hiermee kan hij iedereen de doodstraf geven die hem maar enigszins kwetst.

### Europa
- Germanicus Julius Caesar begint vanuit het fort Mogontiacum met zijn tweede veldtocht in Germania. Hij plundert het gebied tussen de Eems en Lippe.
- De 3-jarige Gaius Caligula krijgt de bijnaam: caligae ("Laarsje"), omdat hij als kleine jongen in het Romeinse legerkamp rondloopt met een houten gladius.
- Germanicus keert terug naar het Teutoburgerwoud en richt een grafheuvel op, waarin hij de stoffelijke resten van de legionairs laat begraven.

### Palestina
- Valerius Gratus volgt Annius Rufus op als vierde praefectus over Judea.

### Lage landen
- De Romeinen bouwen het castellum Flevum aan het IJ nabij het tegenwoordige Velsen.

## Geboren
- 24 september - Aulus Vitellius Germanicus, keizer van het Romeinse Keizerrijk (overleden 69)
- Agrippina de Jongere, dochter van Germanicus Julius Caesar (overleden 59)
- Ennia Thrasylla, minnares van Caligula (overleden 38)
- Thumelicus, zoon van de Germaanse veldheer Arminius

## Overleden
- Sextus Propertius, Romeins elegisch dichter